# Комета Енке
Комета Енке (2P/Encke) — короткоперіодична комета (період обертання 3,3 року). Названа на честь Йоганна Франца Енке, який, вивчивши орбіти кількох комет 1786 (2P / 1786 B1), 1795 (2P / 1795 V1), 1805 (2P / 1805 U1) і 1818 (2P / 1818 W1), прийшов висновку, що та сама періодична комета, і обчислив її орбіту. В 1819 р. Енке опублікував свої висновки і передбачив чергову появу комети в 1822 р. Як і інші комети, комета Енке від проходжень поблизу Сонця поступово руйнується. Діаметр комети за даними космічного апарата «Deep Impact» складав 4,8 км. За іншими даними, з моменту відкриття комета Енке втратила 85 % маси і зараз має діаметр 2 км. 2006 року Георгій Бурба висунув припущення, що зближення із Сонцем в 2007 році буде останнім в історії комети Енке: запас летких речовин вичерпається, комета перестане випускати газовий хвіст і перетвориться на невеликий астероїд. Подібні припущення висловлювали й раніше: в 1994, 2000 і 2004 роках. Однак ці прогнози не підтвердилися. Комета рухається з прискоренням, викликаним реактивною силою викиду з ядра речовини. Прискорення зменшується внаслідок виснаження запасів летких речовин в ядрі.
Існує гіпотеза, що Тунгуський метеорит був уламком комети Енке.
Астероїд 2004 TG10 може бути фрагментом комети Енке.